# Olle Flodby
Sven Olof (Olle) Flodby, född 19 januari 1922 i Hölö församling, död 18 juli 2019, var en svensk skolman och författare. 

## Biografi
Olle Flodby växte upp i en folkskollärarfamilj i Broby skola i Hölö. Han själv utbildade sig också till folkskollärare på Folkskoleseminariet i Uppsala och studerade därefter på Stockholms högskola, där han avlade licentiatexamen i pedagogik. År 1957 började han arbeta som överlärare inom skolväsendet i Österhaninge kommun. Från 1966 till 1987 var han skoldirektör i Österhaninge kommun och, efter en kommunsammanslagning 1971, i Haninge kommun.
Olle Flodby var engagerad i hembygdsrörelsen och författade ett antal skrifter om Haningebygden. Han var bland annat initiativtagare till, och drivande kraft i grundandet av, Svartbäckens skolmuseum, som invigdes 1997. Tillsammans med Martin Ahlsén var han även initiator till Handens museum och smedja som invigdes 2008.